# Lasele dämningsområde
Lasele dämningsområde är en sjö i Sollefteå kommun i Ångermanland och ingår i Ångermanälvens huvudavrinningsområde. Sjön har en area på 2,11 kvadratkilometer och ligger 147,7 meter över havet. Sjön avvattnas av vattendraget Ångermanälven.

## Delavrinningsområde
Lasele dämningsområde ingår i det delavrinningsområde (705357-155004) som SMHI kallar för Utloppet av Lasele Dämningsområde. Medelhöjden är 148 meter över havet och ytan är 2,11 kvadratkilometer. Räknas de 1301 avrinningsområdena uppströms in blir den ackumulerade arean 12 485 kvadratkilometer. Avrinningsområdets utflöde Ångermanälven mynnar i havet. Avrinningsområdet har 1,93 kvadratkilometer vattenytor vilket ger det en sjöprocent på 91,3 procent.